# Großau (Gemeinde Bad Vöslau)
Großau ist eine Ortschaft und eine Katastralgemeinde in der Stadtgemeinde Bad Vöslau, Niederösterreich.

## Geografie
Das Dorf Großau liegt westlich von Gainfarn und ist über die Bad Vöslauer Straße (B 212) erreichbar. Zur Katastralgemeinde zählt auch ein Gebäude des Haidlhofs.

## Geschichte
Die erste Nennung des Ortes erfolgte 1136 im Klosterneuburger Salbuch, in dem die Schenkung zweier Weingärten in Großau an das Stift Klosterneuburg notiert wurde. Der Stiftungsbrief der Filialkirche hl. Katharina, die zu Gainfarn gehört, stammt aus dem Jahr 1369. Das ursprünglich um einen Dreiecksanger angelegte Dorf entwickelt sich in der frühen Neuzeit ein Straßendorf.
Im Jahr 1603 legte Jonas von Heyßberg die Herrschaft Großau mit der Herrschaft Merkenstein zusammen und 1672 erwarb Gundakar von Dietrichstein die Herrschaft.
Im Franziszeischen Kataster von 1819 ist das Straßendorf mit mehreren Gehöften verzeichnet. Neben Ackerbau, Weinbau und Viehzucht erlangte auch die Gewinnung und der Handel von Pech und Terpentin eine gewisse Bedeutung.
Nach dem Inkrafttreten des Gemeindegesetzes von 1849 wählte die Bevölkerung den letzten Dorfrichter von Großau zum ersten Bürgermeister. Drei Jahre später erhielt Großau eine eigene Schule, die erst 1967 geschlossen wurde. Die Filialkirche wurde 1918/19 von Arthur Krupp erneuert. Dieser hat 1917 das Schloss Merkenstein erworben. Laut Adressbuch von Österreich waren im Jahr 1938 in der Ortsgemeinde Großau ein Bäcker, ein Fleischer, ein Friseur, zwei Fuhrwerker, zwei Gastwirte, drei Gemischtwarenhändler, ein Holzhändler und zwei Schuster ansässig. Werters vertrieb das Gut Merkenstein seine Erzeugnisse.
Mit 1. Jänner 1972 wurden die Ortsgemeinden Bad Vöslau, Gainfarn und Großau vereint.

## Öffentliche Einrichtungen
In Großau befindet sich ein Kindergarten.

## Sehenswürdigkeiten
- Schloss Merkenstein